# Rana zhenhaiensis
Rana zhenhaiensis (tên tiếng Anh: Zhenhai Brown Frog) là một loài ếch trong họ Ranidae. Chúng được tìm thấy ở Trung Quốc, có thể cả Hồng Kông, và có thể cả Macau. Các môi trường sống tự nhiên của chúng là các khu rừng ẩm ướt đất thấp nhiệt đới hoặc cận nhiệt đới, rừng mây ẩm nhiệt đới và cận nhiệt đới, đồng cỏ khô nhiệt đới hoặc cận nhiệt đới vùng đất thấp, đầm nước ngọt có nước theo mùa, ao, và đất có tưới tiêu. Nó không được xem là bị đe dọa theo LBTQ.